# Château de la Haute-Touche
Le château de la Haute-Touche est un château de Monterrein, dans le Morbihan.

## Localisation
Le château est situé au lieu-dit La Haute-Touche, à environ 1 km à vol d'oiseau à l'ouest du centre-bourg de Monterrein.

## Histoire
Les terres de la Haute-Touche appartiennent successivement aux familles Bérard (XVe siècle), Lopriac de Kervignac (XVIe siècle et Boisbaudry (à partir de 1750). C'est cette dernière qui fait édifier le château actuel en 1760,, tout en conservant l'ancien manoir (XVIe et XVIIe siècles), qui forme alors les communs du nouveau château,. Un colombier est aussi construit à cette époque. Il subit le pillage des troupes républicaines en 1794 pendant les épisodes de la Chouannerie.
Il est remanié par l'architecte Frédéric-Auguste Jobbé-Duval en 1907, qui réalise notamment le portail d'entrée et sa ferronnerie, les douves, le jardin et des lucarnes. Il construit également une nouvelle chapelle, dont l'architecture rappelle celle du colombier, dont elle constitue le pendant.
Le château, les façades et toitures de la chapelle et du colombier, les douves, le portail, le parc paysager, le jardin régulier et le calvaire sont inscrits au titre des monuments historiques par arrêté du 9 novembre 2001, modifié par l'arrêté du 28 mars 2002.

## Architecture
Le corps de logis est construit en un rez-de-chaussée surélevé, un étage carré et des combles. La cuisine se situe en revanche en sous-sol. Deux entrées ont été aménagées sur chacune des façades, auxquelles on accède par un escalier en fer à cheval à une volée de marches. L'escalier oriental est d'époque, tandis que l'escalier occidental a été réalisé au début du XXe siècle.
L'intérieur du bâtiment a conservé de beaux lambris des XVIIe et XVIIIe siècles décorés de fleurs et de trophées de musique.
À l'avant du bâtiment, deux bâtiments cylindriques (chapelle et colombier), cantonnés de douves courbes, accueillent les visiteurs. À l'arrière, est aménagé un parc paysager.